# Falu kommun
Falu kommune ligger i det svenske län Dalarnas län. Kommunens administrationscenter ligger i Falun.
13 Kilometer nordøst for Falun ligger landsbyen Sundborn (sv), der var hjemsted for den berømte maler Carl Larsson, og hvor han fandt motiver til mange af sine billeder.

## Byer og landsbyer
Falu kommune havde i 2005 tolv bymæssige begyggelser
Indbyggere pr. 31. december 2005.
| #   | By          | Indbyggere |
| --- | ----------- | ---------- |
| 1.  | Falun       | 36 447     |
| 2.  | Bjursås     | 1 864      |
| 3.  | Grycksbo    | 1 781      |
| 4.  | Svärdsjö    | 1 288      |
| 5.  | Sundborn    | 751        |
| 6.  | Linghed     | 609        |
| 7.  | Enviken     | 594        |
| 8.  | Sågmyra     | 578        |
| 9.  | Bengtsheden | 556        |
| 10. | Danholn     | 446        |
| 11. | Vika        | 398        |
| 12. | Toftbyn     | 274        |